# Mundial sub -17 de Clubes 2016
El Mundial Sub-17 de Clubes de la Comunidad de Madrid de 2016 es la 10.ª edición de este torneo juvenil. El certamen es realizado en la Comunidad de Madrid (España), en las localidades de Torrejón de Ardoz y Colmenar Viejo. Los dos primeros de cada grupo más los dos mejores terceros se clasifican para los cuartos de final, luego clasifican a la semifinal, posteriormente los vencedores disputarán la final el miércoles 1 de junio en Colmenar Viejo.

## Equipos participantes
| Equipos participantes | Equipos participantes | Equipos participantes | Equipos participantes  | Equipos participantes |
| --------------------- | --------------------- | --------------------- | ---------------------- | --------------------- |
| Atlético Madrid       | Rayo Vallecano        | SC Corinthians        | Real Madrid            |                       |
| Atlético Nacional     | Sporting Cristal      | Tokushima Vortis      | Deportivo de La Coruña | Palmeiras             |

## Sedes
Los partidos clasificatorios se disputarán en el Campo Municipal de Las Veredillas (Torrejón de Ardoz) y en el Estadio Alberto Ruiz (Colmenar Viejo) los días 25, 26 y 27 de mayo. Los cuartos de final, las semifinales y la gran final será en el Estadio Alberto Ruiz los días 29, 30 de mayo y el 1 de junio, respectivamente.

## Resultados
En esta ronda se dividieron los 9 equipos en 3 grupos. Los 2 primeros lugares de cada grupo más los dos mejores terceros califican para los cuartos de final.

### Primera fase

#### Grupo A
| Equipo           | Pts | PJ | PG | PE | PP | GF | GC | Dif |
| ---------------- | --- | -- | -- | -- | -- | -- | -- | --- |
| Real Madrid      | 6   | 2  | 2  | 0  | 0  | 11 | 1  | +10 |
| Tokushima Vortis | 3   | 2  | 1  | 0  | 1  | 4  | 6  | -2  |
| SC Corinthians   | 0   | 2  | 0  | 0  | 2  | 2  | 10 | -8  |

| 25 de mayo de 2016, 17:00 (CET) | Tokushima Vortis | 4 - 1 | SC Corinthians | Campo Alberto Ruiz, Colmenar Viejo |  |

| 26 de mayo de 2016, 15:00 (CET) | Real Madrid | 5 - 0 | Tokushima Vortis | Estadio Las Veredillas, Torrejón de Ardoz |  |

| 27 de mayo de 2016, 17:00 (CET) | SC Corinthians | 1 - 6 | Real Madrid | Estadio Las Veredillas, Torrejón de Ardoz |  |

#### Grupo B
| Equipo                 | Pts | PJ | PG | PE | PP | GF | GC | Dif |
| ---------------------- | --- | -- | -- | -- | -- | -- | -- | --- |
| Deportivo de La Coruña | 4   | 2  | 1  | 1  | 0  | 6  | 3  | +3  |
| Atlético de Madrid     | 2   | 2  | 0  | 2  | 0  | 3  | 3  | 0   |
| Sporting Cristal       | 1   | 2  | 0  | 1  | 1  | 2  | 5  | -3  |

| 25 de mayo de 2016, 19:00 (CET) | Atlético de Madrid | 2 - 2 | Deportivo de La Coruña | Campo Alberto Ruiz, Colmenar Viejo |  |

| 26 de mayo de 2016, 19:00 (CET) | Sporting Cristal | 1 - 1 | Atlético de Madrid | Campo Alberto Ruiz, Colmenar Viejo |  |

| 27 de mayo de 2016, 15:00 (CET) | Deportivo de La Coruña | 4 - 1 | Sporting Cristal | Campo Alberto Ruiz, Colmenar Viejo |  |

#### Grupo C
| Equipo            | Pts | PJ | PG | PE | PP | GF | GC | Dif |
| ----------------- | --- | -- | -- | -- | -- | -- | -- | --- |
| Palmeiras         | 6   | 2  | 2  | 0  | 0  | 9  | 1  | +8  |
| Rayo Vallecano    | 1   | 2  | 0  | 1  | 1  | 1  | 4  | -3  |
| Atlético Nacional | 1   | 2  | 0  | 1  | 1  | 2  | 7  | -5  |

| 25 de mayo de 2016, 15:00 (CET) | Palmeiras | 6 - 1 | Atlético Nacional | Campo Alberto Ruiz, Colmenar Viejo |  |

| 26 de mayo de 2016, 17:00 (CET) | Rayo Vallecano | 0 - 3 | Palmeiras | Campo Alberto Ruiz, Colmenar Viejo |  |

| 27 de mayo de 2016, 19:00 (CET) | Atlético Nacional | 1 - 1 | Rayo Vallecano | Campo Alberto Ruiz, Colmenar Viejo |  |

#### Mejores terceros
Entre los equipos que finalicen en el tercer lugar de sus respectivos grupos, los dos mejores avanzarán a cuartos de final.
| Equipo            | Pts | PJ | PG | PE | PP | GF | GC | Dif |
| ----------------- | --- | -- | -- | -- | -- | -- | -- | --- |
| Sporting Cristal  | 1   | 2  | 0  | 1  | 1  | 2  | 5  | -3  |
| Atlético Nacional | 1   | 2  | 0  | 1  | 1  | 2  | 7  | -5  |
| SC Corinthians    | 0   | 2  | 0  | 0  | 2  | 2  | 10 | -8  |

### Segunda fase
|  | Cuartos de final       | Cuartos de final |                 |                | Semifinales | Semifinales |  |             | Final | Final |  |
|  |                        |                  |                 |                |             |             |  |             |       |       |  |
|  |                        |                  |                 |                |             |             |  |             |       |       |  |
|  | Real Madrid            | 1                |                 |                |             |             |  |             |       |       |  |
|  | Real Madrid            | 1                |                 |                |             |             |  |             |       |       |  |
|  | Atlético Nacional      | 0                |                 |                |             |             |  |             |       |       |  |
|  | Atlético Nacional      | 0                |                 | Real Madrid    | 3           |             |  |             |       |       |  |
|  |                        |                  |                 | Real Madrid    | 3           |             |  |             |       |       |  |
|  |                        |                  | Atlético Madrid | 1              |             |             |  |             |       |       |  |
|  | Atlético Madrid        | 6                | Atlético Madrid | 1              |             |             |  |             |       |       |  |
|  | Atlético Madrid        | 6                |                 |                |             |             |  |             |       |       |  |
|  | Tokushima Vortis       | 0                |                 |                |             |             |  |             |       |       |  |
|  | Tokushima Vortis       | 0                |                 |                |             |             |  | Real Madrid | 2(5)  |       |  |
|  |                        |                  |                 |                |             |             |  | Real Madrid | 2(5)  |       |  |
|  |                        |                  | Palmeiras       | 2(4)           |             |             |  |             |       |       |  |
|  | Deportivo de La Coruña | 0                | Palmeiras       | 2(4)           |             |             |  |             |       |       |  |
|  | Deportivo de La Coruña | 0                |                 |                |             |             |  |             |       |       |  |
|  | Rayo Vallecano         | 3                |                 |                |             |             |  |             |       |       |  |
|  | Rayo Vallecano         | 3                |                 | Rayo Vallecano | 2           |             |  |             |       |       |  |
|  |                        |                  |                 | Rayo Vallecano | 2           |             |  |             |       |       |  |
|  |                        |                  | Palmeiras       | 5              |             |             |  |             |       |       |  |
|  | Palmeiras              | 2                | Palmeiras       | 5              |             |             |  |             |       |       |  |
|  | Palmeiras              | 2                |                 |                |             |             |  |             |       |       |  |
|  | Sporting Cristal       | 0                |                 |                |             |             |  |             |       |       |  |
|  | Sporting Cristal       | 0                |                 |                |             |             |  |             |       |       |  |
|  |                        |                  |                 |                |             |             |  |             |       |       |  |

#### Cuartos de final
| 29 de mayo de 2016, 10:00 (CET) | Real Madrid | 1 - 0 | Atlético Nacional | Campo Alberto Ruiz, Colmenar Viejo |  |

| 29 de mayo de 2016, 12:00 (CET) | Palmeiras | 2 - 0 | Sporting Cristal | Campo Alberto Ruiz, Torrejón de Ardoz |  |

| 29 de mayo de 2015, 17:00 (CET) | Deportivo de La Coruña | 0 - 3 | Rayo Vallecano | Campo Alberto Ruiz, Colmenar Viejo |  |

| 29 de mayo de 2016, 19:00 (CET) | Atlético Madrid | 6 - 0 | Tokushima Vortis | Campo Alberto Ruiz, Torrejón de Ardoz |  |

#### Semifinal
| 30 de mayo de 2016, 17:00 (CET) | Rayo Vallecano | 2 - 5 | Palmeiras | Campo Alberto Ruiz, Colmenar Viejo |  |

| 30 de mayo de 2016, 19:00 (CET) | Real Madrid | 3 - 1 | Atlético Madrid | Campo Alberto Ruiz, Torrejón de Ardoz |  |

#### Final
| 1 de junio de 2016, 18:00 (CET) | Real Madrid | 2 - 2(5 - 4) | Palmeiras | Campo Alberto Ruiz, Torrejón de Ardoz |  |